# Улица Щербакова (Минск)
Улица Щербакова (бел. Вуліца Шчарбакова) — улица в Партизанском районе Минска, одна из основных улиц Тракторозаводского посёлка.

## История

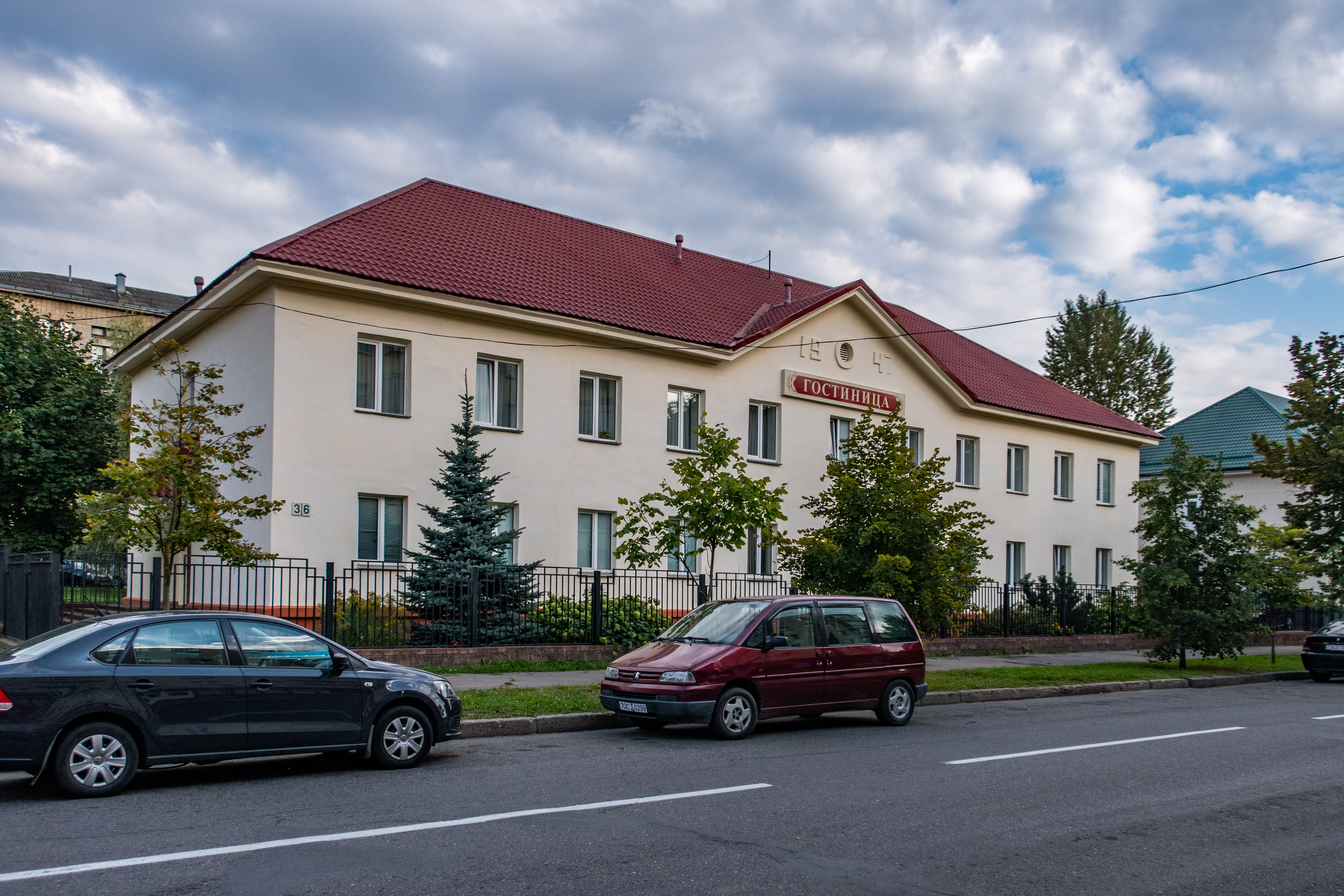
Гостиница Минского моторного завода (дом 36).

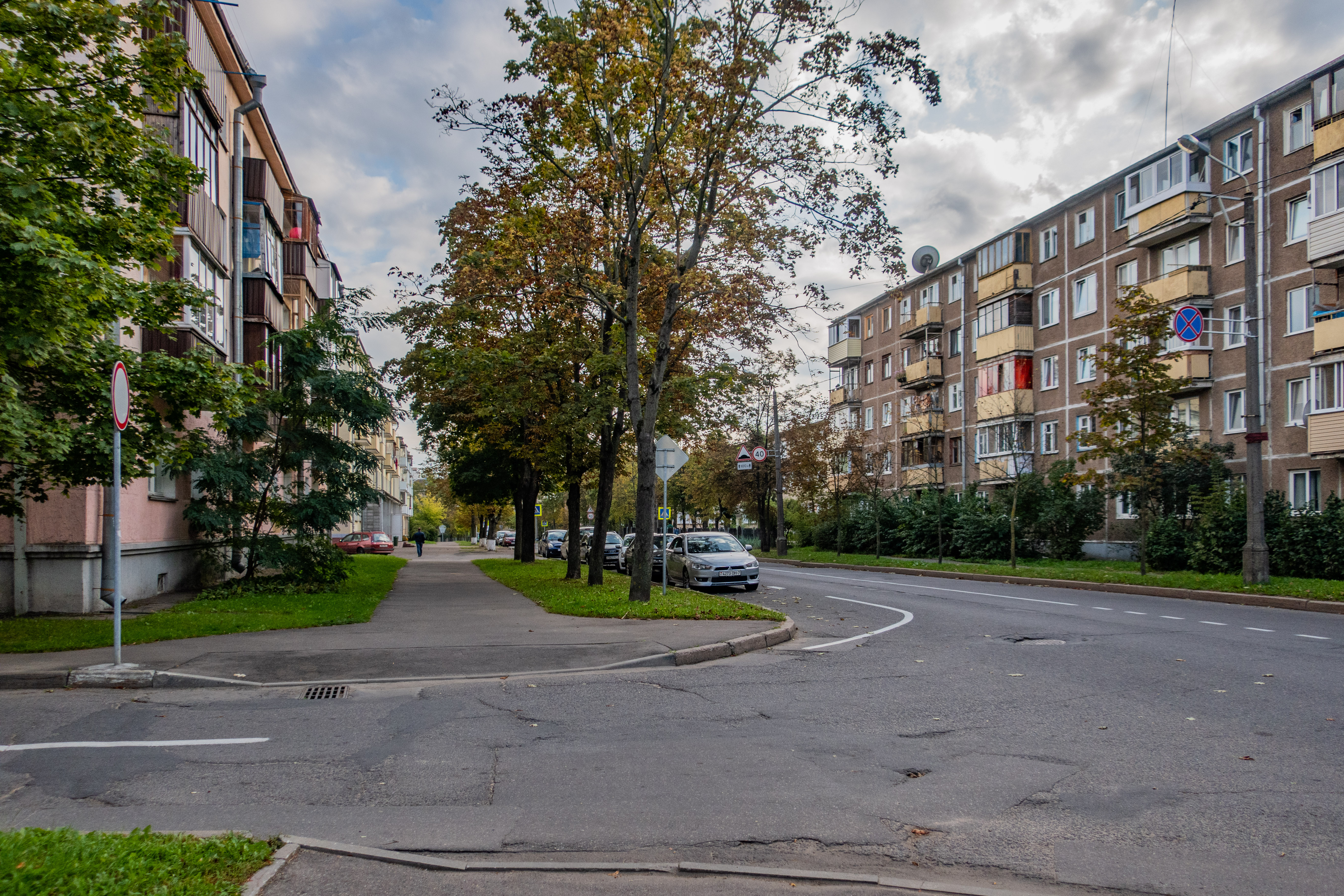
Застройка улицы 1950-х — 60-х годов.

Улица была названа в честь советского партийного и государственного деятеля Александра Сергеевича Щербакова в 1947 году. Одновременно в его честь был переименован расположенный рядом переулок.

## Описание
Улица начинается от T-образного перекрёстка с улицей Будённого и ориентирована в северо-западном направлении, затем направление сменяется на северное. Улица пересекается с Ученическим переулком, улицей Олега Кошевого, переулками Щербакова и Стахановским, улицей Чеботарёва и завершается T-образным перекрёстком с улицей Клумова.
Нумерация домов — от пересечения с улицей Будённого. Восточнее параллельно улице Щербакова проходит улица Стахановская, западнее — переулок Клумова.

## Застройка
Большинство зданий 2- и 3-этажные, построенные в 1948—1952 годах. Вдоль улицы были высажены тополя. Впоследствии часть улицы была застроена типовыми 5-этажными домами. На участке возле улиц Клумова и Чеботарёва часть застройки конца 1940-х годов снесена, ожидается застройка этого участка современными зданиями.
Среди значимых зданий:
- Поликлиника № 9 (дом 1);
- Школа № 87 (дом 23);
- Гостиница Минского моторного завода (дом 36).

## Транспорт
По улице организовано движение автобусов 43 маршрута, неподалёку проходят троллейбусные, трамвайные маршруты и расположена станция Минского метрополитена «Тракторный завод».